# 特TL型
特TL型（とくTLがた）とは、第二次世界大戦（太平洋戦争・大東亜戦争）中に日本で建造された、航空母艦機能を有するタンカーの型式である。戦時標準船の一種であるTL型タンカーを原型として設計された。特TL船とも。

## 開発
第二次世界大戦中、日本では南方からの石油輸送のために、1939年（昭和14年）に竣工した石油タンカー「黒潮丸」を原型とした戦時標準船としてTL型大型タンカーが設計された。TL型は船型が大形で艦隊随伴が可能であり、特設航空母艦に改装できる最低限の能力を有していた。
開戦後、南方の日本軍占領地からの資源輸送船団は、連合国の潜水艦からの攻撃をしばしば受けていた。開戦前に優秀船舶建造助成施設として建造された客船や貨客船の特設航空母艦への改装も行われたが、正規空母の損耗も激しく、船団護衛のための空母の量産が望まれた。すでに大日本帝国陸軍（日本陸軍）は、商船に簡単な改造を施して若干のオートジャイロを対潜哨戒機として搭載した簡易な護衛空母の研究を行っており、1943年（昭和18年）8月には輸送と船団護衛を同時に行える改装商船を大日本帝国海軍（日本海軍）に提案した。この時点で陸軍が提案した改装商船は、D型貨物船に長さ40m以上、幅14 – 16mの飛行甲板を設け、カ号観測機を4機搭載するもので、1943年12月から1944年（昭和19年）3月に竣工するD型貨物船5隻を改装し、船団護衛の成績でさらに5隻を改装するという計画だった。しかし、海軍は沿岸基地からの陸上機による哨戒のほうが有効であるとして反対し、海軍艦政本部もD型貨物船では船型が小さすぎるとして反対したため、この計画は採用されなかった。
1ヶ月後の1943年9月、再び陸軍から昭和19年甲建造計画に「航空機補給船」として護衛空母の要望が提出された。この航空機補給船は総トン数9,000 – 1万t、飛行甲板を有しカ号観測機を含む30機の艦載機と共に上陸用舟艇20隻も搭載可能という、あきつ丸に近い設計だった。しかし既に甲建造計画が艦艇の大量建造で余裕が無いことから、航空機補給船の建造は織り込まれず、陸軍はあきつ丸を改装して三式指揮連絡機搭載能力を追加した。その後も1944年3月に陸軍省と海軍省の主務者間で会議が行われ、A型貨物船またはTL型大型タンカーにカ号連絡機または三式指揮連絡機を搭載する案が提案された。艦政本部は、A型貨物船の改装は荷役が不可能になり船腹不足になるので反対する一方で、TL型大型タンカーは石油輸送が可能なので油槽船兼護衛空母として運航する案を推した。軍務局はこの期に及んでもカ号連絡機を「低性能でつまらぬ」と一蹴し陸上機による哨戒を主張したが、中間練習機を用いた海軍機による護衛空母には賛成し、軍令部も陸軍が護衛空母を持つなら代償として海軍が保有することに賛成した。こうして海軍も護衛空母を保有することで賛成し、ようやく8月に入り以下の3点で陸海軍が合意した。
1. 三菱重工業横浜造船所で建造中の2TL型5番船と6番船の2隻を、三式指揮連絡機を搭載する陸軍の護衛空母として改装し、1944年12月から1945年（昭和20年）2月の竣工を目指す。
2. 川崎造船所で建造中の1TL型15番船と16番船を、海軍の護衛空母として改装し、1945年1月から3月の竣工を目指す。
3. 3A型貨物船が竣工した際には、護衛空母への改装を計画する。

## 設計
元々、TL型は特設空母への改装も想定しており、第一次船舶建造計画で設計された特1TL型では最高速力15ノットと比較的高速であった。特TL型は軍艦としての特設艦船ではなく、あくまで民間船として建造し船員も民間人とされ、そのうえで配当船と呼ばれる方式で軍管理下とする運用が計画された。この点、イギリス海軍のMACシップと極めて類似した構想と言える。從って、陸軍の特2TL型は船団護衛以外の用途は考慮されていなかったが、海軍の1TL型はミッドウェー海戦の敗北以降の空母不足に伴い、場合によっては艦隊型空母の補助として積極的戦闘任務に用いることも想定しており、本格的な航空艤装や泡消火装置、90mm探照灯を搭載するほか、乗組員も全員正規の軍人で充足する予定だった。
船体には全通式の飛行甲板（特1TL型は長さ155m×幅23m、特2TL型は長さ125m×幅23m）を張った下に格納庫が設けられ、飛行甲板との間にエレベーター1基（特1TL型は正規空母と同じ電動式、特2TL型は蒸気式）が設置された。着艦制動装置は、特1TL型は正規空母と同形の7基とし、特2TL型は萱場製作所（現・カヤバ）製の1基のみだった。煙突は、日本海軍の空母の多くと同様、船体側方に排気するようになっていた。搭載機数は10機前後で、特1TL型では開発中の艦上戦闘機烈風10機または九三式中間練習機12機、特2TL型では三式指揮連絡機（計画では6機、実際には8機）を搭載することが予定された。また、海軍の各種艦上機も、発艦補助ロケットなどを使うことで、少なくとも発艦は可能と計画されていた。

## 建造
特TL型の建造が始まった1944年末には、既に戦局の悪化で船舶の建造能力が低下しており、特攻兵器の製造が割り込んだことから建造は遅延した。建造された4隻の内、特2TL型の山汐丸が1945年1月27日に、特1TL型のしまね丸が2月下旬に竣工したが、残りの2隻は1945年1月に建造中止となり、貨物船に改装中に終戦を迎えた。既に10隻以上の護送船団による航行は多大な損害から中止されており、1月下旬から始まった南号作戦は数隻の商船と護衛艦艇による航行が行われていた。さらに搭載する艦載機や搭乗員不足に加わり、特TL型の護衛空母としての運航は不可能となっていた。結局、山汐丸は石炭を燃料焚きの輸送船に改装するために係留中の2月16・17日のジャンボリー作戦に伴う空襲で大破着底。しまね丸も7月24日に香川県志度湾で艦載機による空襲で大破着底し、いずれも本来の任務に就くことなく失われた。
建造が始まった1944年11月には、海軍でもようやく護衛空母の必要性が重要視され、さらに特1TL型2隻と特4TL型1隻を追加改装し、昭和20年度建造計画では特4TL型を建造する予定だった。これらも完成する事は無く、特3TL型と特4TL型に至っては、原型となる3TL型と4TL型すら完成しなかった。

## 運用思想の違い
連合国では特TL型のような船団護衛型の空母類似船舶は、後に護衛空母へと発展し、護送船団の中核として多大な功績を残しているが、大日本帝國海軍で同時期既に建造していたCAMシップ(戦闘カタパルト艦)類似の給油艦速吸及びこの後継に当たる鷹野型給油艦は基本的には船団護衛よりも艦隊型空母の補助戦力として海戦に投入する意図が強いものであった。
大日本帝国で唯一小型の特設空母が随伴し、構成船舶も20kt級の比較的優速の優良船舶ばかりで構成されたヒ船団において、ヒ74船団で潜水艦の雷撃で喪失した雲鷹が、その戦闘詳報において『空母ガ船団ト同速力ニテ運動スルハ最モ不可ナリ』と明言し、(戦闘部隊の艦隊と比較し)低速の輸送船団に空母を同行させる編成を抜本的に見直すよう提言するなど、海軍では船団護衛型の空母類似船舶の量産に消極的な意見が多く見られた。
ただし、このような護衛空母の運用思想の違いについては、洋上に拠点が無く支援機を出す事が出来ない太平洋・大西洋横断輸送を行っていた連合軍と、陸上基地の支援を受けられる位置を航行していた日本軍では、運用状況が全く異なる事に留意する必要がある。
戦時中、多数の日本船舶を撃沈したアメリカ海軍太平洋艦隊潜水艦部隊の司令官であったチャールズ・A・ロックウッドは「台湾・中国・フィリピンから船団護衛機を出したほうが経済的で安全である」という意見を残している。

## 同型艦
原型となったTL型戦標船には計画時期によって異なった型式が存在しており、原型の分類に合わせて特1TL型（1TL型戦標船原型）、特2TL型（2TL型戦標船原型）などに分類された。このうち、海軍は艦隊任務への編入を見据えた大型で高速力の特1TL型、陸軍はやや小型劣速ながらも標準的な護送船団の護衛空母として十分な船格を持つ特2TL型の配当をそれぞれ受けることになっていた。武装も特1TL型は対空戦闘を重視した構成なのに対して、特2TL型は対潜戦闘を重視し駆潜艇並みの対潜兵器を与えられていた。
特1TL型
4隻計画。しまね丸、大滝山丸（未成）、大邱丸（未成。戦後タンカーとして就役）、大社丸（未起工）。1TL型は艦隊随行を意識した船形で、量産性はまだそれ程考慮されてはいなかった。
特2TL型
2隻計画。山汐丸、千種丸（未成。戦後タンカーとして就役）。2TL型は量産性を最優先にした直線を多用した船形が特徴で、機関の製造力不足から劣速とせざるを得ず、艦隊随行は考慮されなかった。
特3TL型
総トン数10,200トン。2TL型をベースに主機のタービンを1基1万馬力まで強化する事で1TL型に比肩する19ktを発揮させる予定だった。原型の3TL型が3隻（大攬丸、鶴岡丸、第五山水丸）しか完成せず、特TL型への改装は行われなかった。
特4TL型
総トン数9,600トン。3TL型のタービンを2基に増加する事で出力を2万馬力に倍増させ、速度を22ktまで向上させる予定だったが、原型船は全て未成。